# Henriette Avram
Pour les articles homonymes, voir Avram.
Henriette Davidson Avram, née le 7 octobre 1919 et morte le 22 avril 2006, est une ingénieure informaticienne, programmatrice et analyste système américaine, qui est à l'origine des formats MARC, qui constituent les normes internationales de description informatisée des ressources des bibliothèques.
Le développement des formats MARC à la fin des années 1960 et au début des années 1970 par Henriette Avram à la Bibliothèque du Congrès a eu un effet révolutionnaire sur les pratiques bibliothéconomiques, permettant l'automatisation de la plupart des fonctions de la bibliothèque et rendant possible le partage d'informations électroniques entre les bibliothèques utilisant d'autres standards.
Née à New York, elle fait ses études au Hunter College en préparation à des études médicales. En 1942, elle épouse Herbert Avram (en), qui travaillait pour la National Security Agency (NSA) et la Central Intelligence Agency (CIA). En 1952, son mari l'aide à trouver un emploi à la NSA, où elle passe sept ans comme programmatrice et analyste de données. Elle se forme largement de manière autodidacte, tout en étudiant les mathématiques avancées à l'université George Washington.
Après un bref passage dans le secteur privé, Henriette Avram rejoint en 1965 la bibliothèque du Congrès, où elle est chargée de mettre en place un format de catalogage électronique. C'est la naissance du projet MARC qui s'achève en 1968.
Henriette Avram supervise les développements successifs du format MARC et dirige le département chargé de l'informatisation et des réseaux, qui emploie jusqu'à 1 700 personnes. Elle prend sa retraite en 1992 et meurt le 22 avril 2006 à l'âge de 86 ans.

## Jeunesse
Henriette Regina Davidson est née à Manhattan le 7 octobre 1919. Son père était distributeur en horlogerie et sa mère journaliste au Philadelphia Ledger. Elle ne se destinait pas à devenir bibliothécaire mais elle passait souvent ses samedis à lire dans les commerces du voisinage, qui abritaient de petites bibliothèques. En réalité, Henriette Davidson rêvait de découvrir des traitements contre le cancer, dont plusieurs membres de sa famille étaient atteints. Elle décide donc de faire deux années de préparation aux études médicales au Hunter College. Âgée de 21 ans, en 1941, elle épouse Herbert Mois Avram, qui servait alors dans la marine des États-Unis. À la fin de la guerre, Herbert Avram reçoit la  décoration de Lieutnant Commander pour sa participation aux campagnes de l'Atlantique et du Pacifique. Joueur d'échecs, il se 
fait également connaître pour une victoire face à Bobby Fischer. Henriette et Herbert ont eu trois enfants, Marcie, Lloyd et Jay, et ont habité New York jusqu'en 1951, date à laquelle Herbert Avram est recruté par la NSA à Washington. Herbert a également travaillé pour la CIA, devenant un pionnier dans l'industrie du sous-titrage pour sourds et malentendants dans les chroniques judiciaires à la télévision.

## Débuts professionnels
En 1952, le couple s'installe à Arlington puis à Silver Spring. Une fois installée en Virginie, Henriette Avram quitte sa vie « paisible » de mère de famille. Elle commence l'étude des mathématiques à l'Université George Washington, et entre à la NSA en 1952. Là-bas, elle se forme de manière largement autodidacte à la programmation et écrit des programmes informatiques pour l’IBM 701, un des premiers ordinateurs conçu spécialement pour la NSA. Le métier de programmeur informatique en est alors à ses balbutiements et elle fait donc partie des quelque 100 personnes dans le monde qui l’exercent. Se souvenant de cette époque, elle déclare : «Apprendre à programmer à l'époque… Une routine. Chacun travaillait de son côté avec rien moins que des outils parfaits à apprendre (…) et le nombre de gens qui souhaitaient être programmeurs était très faible. C'était une époque formidable ».
Au début des années 1960, Henriette Avram passe dans le privé, et travaille pour le Bureau américain de la recherche puis pour une entreprise de logiciels, Datatrol Corporation. Ces deux emplois consistaient en analyse de systèmes et programmation, mais c'est à Datatrol qu'Henriette Avram a sa première expérience professionnelle en lien avec les bibliothèques. Appelée à concevoir une bibliothèque d'informatique, elle commence très vite à lire des ouvrages de bibliothéconomie pour apprendre le jargon de ce métier. Elle engage également un bibliothécaire pour l'assister dans la conception. C'est à travers ce projet qu'elle rencontre le service de catalogage de la Bibliothèque du Congrès. Elle conseille également Frederick Kilgour, père de l'OCLC, dans ses premières tentatives d'informatiser l'information bibliographique, ce qu'Henriette Avram appelle « la vision de l'utilité bibliographique. ». En 1965, Henriette Avram entend parler de l'ouverture d'un poste à la Bibliothèque du Congrès, et est embauchée comme analyste système au bureau du spécialiste des systèmes d'information. Le reste, comme elle le déclare, relève de l'histoire ».

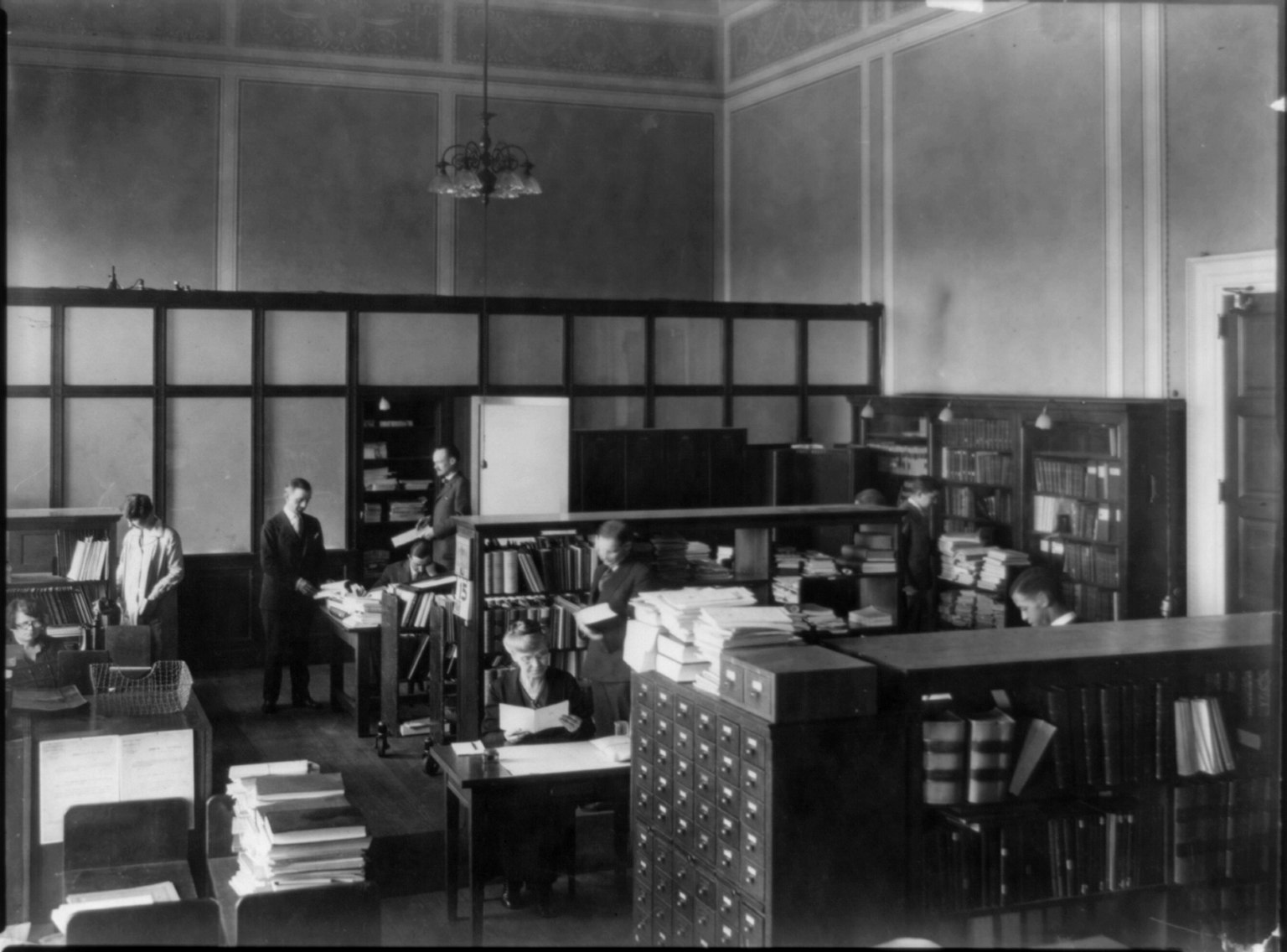
Catalogage à la Bibliothèque du Congrès, Washington, D.C. (1920)

## À la Bibliothèque du Congrès
Henriette Avram, considérée comme une « bibliothécaire accomplie » par l'American Library Association (ALA), doit beaucoup à la Bibliothèque du Congrès, à propos de laquelle elle déclarait : « Quand je parle de la Bibliothèque du Congrès ou que je m'y réfère en évoquant « la Grande bibliothèque », je le fais avec sincérité et considération de tout ce que j'ai appris dans ses murs. » Elle se fait repérer par sa petite taille, son accent new-yorkais et son infatigable dynamisme. D'après deux de ses collègues, « peu importait comment les choses se passaient dans cette époque pionnière, elle écrivait, publiait, parlait, emportait du travail chez elle, conseiller les gens, réussissait un millier d'autres choses… ». Elle avait un certain leadership : « Elle était capable d'entretenir un esprit coopératif entre les spécialistes d'informatique et les bibliothécaires de son équipe. Dans son esprit, elle évoluait dans le monde des bibliothèques et elle apprenait les problèmes des bibliothèques, les adoptant comme les siens », expliquent ses collègues.
Son premier poste à la Bibliothèque du Congrès consiste à analyser les données du catalogue en vue d'un traitement informatique. Se souvenant de son expérience à la NSA, où elle avait appris « la nécessité première de comprendre complètement le sujet avant de lancer la solution informatique », Henriette Avram, avec deux bibliothécaires, commence le processus par l'examen des informations contenues dans une notice de catalogue : « Nous avons regardé plusieurs fois la fiche de gauche à droite et de bas en haut, pour répondre à toutes mes questions, et j'en avais beaucoup. », déclare-t-elle à propos de cette expérience ». Sa tâche n'est pas simple : il aurait fallu faire un algorithme mathématique pour 
chaque information, et il y avait des millions de références dans le catalogue, et ce dans des centaines de langues différentes. Elle étudie aussi les règles de l'ALA et les règles d'intercalation de la Bibliothèque du Congrès pour apprendre tout ce qu'elle pouvait du contrôle bibliographique. Une fois qu'elle a examiné en profondeur chaque aspect de la notice bibliographique, « elle traduit ce qu'elle a appris en un jeu de champs (…) portant chacun un nom (les zones), des instructions de traitement (les indicateurs) et des parties (les sous-zones) » : le format MARC était né.
Le titre d'Henriette Avram à la Bibliothèque du Congrès change en 1967 : elle est nommée coordinateur assistant des systèmes d'information. À ce poste, elle continue de diriger le projet pilote MARC, qui aboutit en juin 1968 ; elle dirige alors le service de distribution MARC, qui ouvre en mars 1969 ; et elle commence aussi le projet pilote RECON, qui n'arrivera pas à terme. Le projet RECON était un plan de conversion d'anciens fichiers au format MARC. Parce que ce projet n'était pas piloté  par la Bibliothèque du congrès, la rétroconversion s'est faite bibliothèque par bibliothèque à travers le pays, et non par un effort coordonné au niveau national. Henriette Avram déclare à ce sujet : « Cet échec a eu des conséquences sévères sur l'ensemble des bibliothèques » ». Ce manque de soutien au projet RECKON est pour elle « l'expérience de loin la plus décevante » de sa carrière. 
Henriette Avram participe au développement de la norme International standard bibliographic description pour les monographies (ISBD(M)) quand elle assiste en 1969 à une rencontre internationale d'experts en catalogage soutenue par l'IFLA.
Un an plus tard, elle devient chef du bureau de développement du MARC à la Bibliothèque du Congrès. Elle continue à piloter les projets MARC et RECON, mais est aussi responsable de toutes les procédures d'automatisation des différentes activités de la Bibliothèque. Ses missions s'accroissent quand elle devient directrice du bureau du développement du réseau en 1976. Elle est alors chargée de coordonner le réseau de bibliothèques ainsi que les ressources et normes bibliographiques, tant au niveau national qu'international. En outre, elle devient présidente du comité consultatif du réseau de la Bibliothèque du Congrès, fonction qu'elle conserve pendant plus de dix ans. « Sachant faire preuve de diplomatie, elle aidait à apporter le 
consensus requis pour bâtir des principes compliqués et produire des documents ayant la sanction des organisations. Pour la même raison, elle était aussi présidente du groupe de travail de l'IFLA sur la description de contenu, qui partait de l'ISBD pour développer une version internationale du format MARC, connue sous le nom d'UNIMARC.
Vers 1980, Henriette Avram dirigeait une équipe de 700 personnes au sein du département d'informatique de la Bibliothèque du Congrès. Première directrice des systèmes d'information, des réseaux et du programme d'automatisation, elle était responsable des activités de mise en réseau, d'automatisation, de produits et de services bibliographiques. Quand, trois ans après, elle devient directrice adjointe pour les services informatiques, son équipe double. Elle prend alors en charge le catalogage, les acquisitions, les échanges outre-mer, et le développement du programme d'automatisation et de mise en réseau. Elle garde ces fonctions six ans. À propos de sa décision de rester à la Bibliothèque du Congrès, malgré d'autres propositions plus lucratives, elle dit : « Je suis restée parce que j'adorais les gens, l'endroit, et les défis ». Au moment de quitter la Bibliothèque en 1992, Henriette Avram était directrice adjointe, chargée des services de collections. Son équipe de 1 700 personnes était responsable des acquisitions, du catalogage, du développement et de la conservation des collections, des opérations outre-mer, du programme d'automatisation et de mise en réseau, enfin de gestion des documents de format particulier.

## Les formats MARC
MARC (acronyme de "MAchine-Readable Cataloging") est la méthode de transformation des catalogues sur fiches en catalogues informatisés. Ce système automatisé de bibliothèques facilite grandement le prêt entre bibliothèques et met en place les outils de mise en réseau. « Son travail a changé à jamais la relation d'une bibliothèque avec ses usagers, et la relation géographique à l'information, rendant possible la recherche de collections de bibliothèques à des milliers de kilomètres de distance. Son travail d'encodage et d'organisation des données pour leur transmission a aussi été une étape dans le développement de l'Internet… Avram est une figure essentielle dans la révolution de la bibliothéconomie aux sciences de l'information ».
Dans ses propos, elle présente MARC comme « un assemblage de formats, de publications, de procédures, de gens, de normes, de systèmes, d'équipements… qui ont évolué d'année en année en stimulant le développement de l'automatisation des bibliothèques et des réseaux d'information… nationalement et internationalement. » MARC a eu plusieurs incarnations au long de ces années, depuis le Planning Memorandum numéro 3 initial, qui conduisit à la première analyse des catalogues sur fiches de la Bibliothèque du Congrès, à MARC 1, et à plus forte raison à MARC 21, le format utilisé actuellement dans le monde anglo-saxon.
En développant MARC, Henriette Avram est allée plus loin que ce qui lui était demandé. Afin de s'assurer qu'il serait adopté dans tout le pays, elle savait que MARC devait devenir une norme, et elle a travaillé avec l'American Library Association, l'American National Standards Institute pour ce faire ainsi qu'avec l'IFLA («Section on Mechanization» qu'elle présidera et qui deviendra la «Section on Information Technology»). Non contente d'obtenir qu'il devienne norme nationale en 1971, Avram continue à plaider jusqu'à ce que MARC devienne une norme ISO en 1973. C'est largement grâce à ses efforts que « MARC est maintenant utilisé comme la base de l'automatisation des bibliothèques et de la communication bibliographique dans le monde entier ». Henriette Avram est aussi l'un de ceux qui ont imaginé le Linked Systems Project. Dans ce rôle, elle était « infatigable à répandre la bonne nouvelle de l'utilisation de normes internationales pour relier les bases de données hébergées dans différents systèmes informatiques. Bien qu'elle ne se soit jamais sentie bibliothécaire, cette femme fluette réussit à devenir « une figure de proue de l'informatisation des bibliothèques et du contrôle universel». De plus, elle présidera le comité professionnel de l'IFLA puis siègera pendant 6 ans au comité exécutif de l'IFLA avant d'en devenir vice-présidente.

## Retraite et mort
Après sa retraite, Henriette Avram et son mari s'installent à California (Maryland). En évoquant sa future vie après la Bibliothèque du Congrès, elle avait dit une fois « Je continuerai autant que possible à accomplir ce que je peux faire avec la même impatience que j'ai maintenant à tout accomplir immédiatement. » Le couple reste actif grâce au Saint Mary College, où elle organisait des conférences avec des personnalités de la bibliothèque. Henriette s'installe en Floride, après la mort de celui qui fut son mari pendant 64 ans le 15 janvier 2006,  Elle meurt d'un cancer trois mois après son mari, le 22 avril, à l'hôpital baptiste de Miami, à 86 ans. Elle avait dit un jour : « Je voudrais qu'on se souvienne de moi comme d'un bon chef de service, comme ayant fait quelque chose de significatif dans ce monde, et d'avoir été au service des autres ». Sa force de conviction, son énergie, sa diplomatie, et « la contribution remarquable de Maman Avram » à l'automatisation et au contrôle bibliographique sont une preuve qu'elle avait réussi son pari ». Même si elle était fière de ce qu'elle avait fait, elle ne se départait pas de son dynamisme : « Nous ne devons pas nous poser et nous contenter de ce qui est fait, toutefois, disait-elle, il y a tant d'autres choses à faire. »

## Prix et distinctions

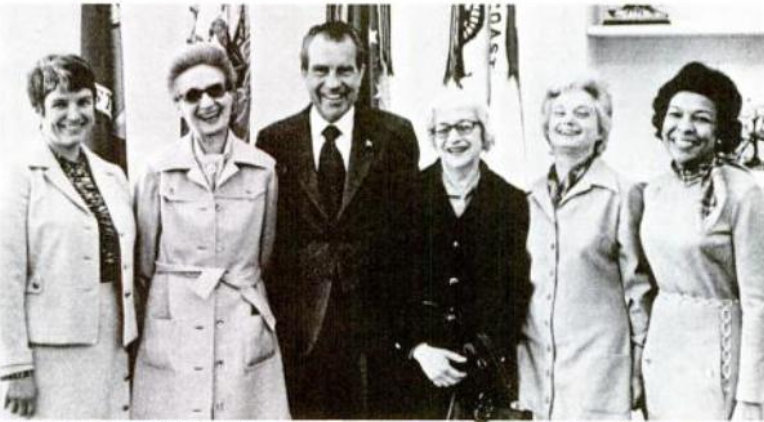
Henriette Avram en noir, aux côtés de Richard Nixon et de quatre autres femmes ayant reçu le Federal Woman's Award (1974).

- 1971 Margaret Mann Citation in Cataloging and Classification décernée par l'American Library Association

- 1974 Federal Women's Award
- 1977 Docteur honoris causa en sciences de la Southern Illinois University
- 1979 Bibliothécaire chercheur de l'année, décernée par l'Association of College and Research Libraries
- 1980 Prix de la réussite dans la bibliothéconomie et les sciences de l'information, décerné par la Library and Information Technology Association
- 1981 Médaille Melvil Dewey de l'American Library Association
- 1986 Prix du National Central Library of Taipei, Taiwan
- 1987 Membre honoraire de la Fédération internationale des associations de bibliothécaires et d'institutions
- 1988 Prix Joseph W. Lippincott
- 1989 Prix des dirigeants d'organismes de la Senior Executives Association Professional Development League
- 1989 Membre de la National Information Standards Organization
- 1990 Prix John Ames Humphrey/Forest Press
- 1990 Prix professionnel de la Special Libraries Association
- 1991 Docteur honoris causa en lettres du Rochester Institute of Technology
- 1992 Prix d'honneur de la Bibliothèque du Congrès
- 1992 Prix pour services rendus de l'American National Standards Institute
- 1993 Docteur honoris causa en sciences de l'University of Illinois at Urbana-Champaign
- 1997 Membre d'honneur à vie de l'American Library Association

## Source
- (en) Cet article est partiellement ou en totalité issu de l’article de Wikipédia en anglais intitulé « Henriette Avram » (voir la liste des auteurs).